# Халофит
Халофит е растение, което е приспособено към развитие върху засолени почви. Появяването на такива растения служи за индикатор за засоляване. Засолени почви обикновено се срещат в равнини със слаб или без отток.